# Sośniny (Nienaszów)
Sośniny – przysiółek wsi Nienaszów położony w Polsce, w województwie podkarpackim, w powiecie jasielskim, w gminie Nowy Żmigród.
Sośniny są odrębnym sołectwem.
W latach 1975–1998 przysiółek administracyjnie należał do województwa krośnieńskiego.